# Martin Michlmayr
Martin Michlmayr, desarrollador Debian y estudiante de doctorado en la universidad de Cambridge.
Michlmayr se convirtió en miembro del proyecto Debian desde el año 2000 y pronto comenzó a trabajar como nuevo mantenedor de aplicaciones. Participó en la tarea de identificar mantenedores inactivos para obtener un listado de paquetes "huérfanos" y lideró un proceso de firmado de certificados para mejorar el anillo de confianza en Debian.
En marzo de 2003 fue elegido como  líder del proyecto Debian y un año después fue reelegido. Fue sucedido por Branden Robinson en abril del 2005.
Actualmente realiza el doctorado en la universidad de Cambridge donde investiga sobre temas de calidad y gestión de publicaciones en el software libre. Además continúa trabajando en el mantenimiento de calidad en Debian así como en la portabilidad de ARM y MIPS.